# Scipione Gonzaga
Scipione Gonzaga (né à San Martino, près de Mantoue, capitale du duché de Mantoue, le 11 novembre 1542, et mort à Mantoue le 11 janvier 1593) est un cardinal italien du XVIe siècle. 
Plusieurs autres personnes de sa famille sont également des cardinaux, parmi lesquels on peut citer:
- Francesco Gonzaga (1461)
- Sigismondo Gonzaga (1505)
- Ercole Gonzaga (1527)
- Pirro Gonzaga (1527)
- Francesco II Gonzaga (1561)
- Giovanni Vincenzo Gonzaga (1578)
- Ferdinando Gonzaga (1607)
- Vincenzo Gonzaga (1615).

## Biographie
Gonzaga étudie à l'université de Bologne et à l'université de Padoue. Il est le fondateur de la société littéraire Accademia degli Eterei à Padoue et est l'auteur de plusieurs œuvres, comme le Commentariorum rerum suarum libri tres. En 1585 il est nommé patriarche latin de Jérusalem et est consacré le 4 octobre de la même année par Innico d'Avalos d'Aragona avec comme co-consécrateurs Henri Caietan et Annibale di Capua (it).
Sixte V le crée cardinal lors du consistoire du 18 décembre 1587. Le cardinal Gonzaga est nommé évêque de Mende en 1587[réf. nécessaire] et gouverneur du marquisat de  Monferrato.
Le cardinal Gonzaga participe  aux conclaves de 1590 (élection d'Urbain VII et de Grégoire XIV), de 1591 (élection d'Innocent IX) et de 1592 (élection de Clément VIII).

## Succession apostolique
Scipione Gonzaga a ordonné les évêques suivants :
- Évêque Marcantonio Bizzoni (1586)
- Évêque Sebastian Breuning (1586)
- Évêque Francesco Panigarola, O.F.M.Obs. (1586)
- Patriarche Fabio Biondi (it) (1588)
- Patriarche Camillo Caetani (it) (1588)
- Évêque Gerolamo Vela (1591)
- Évêque Ludovico Alferio (1591)